# American Airpower Museum

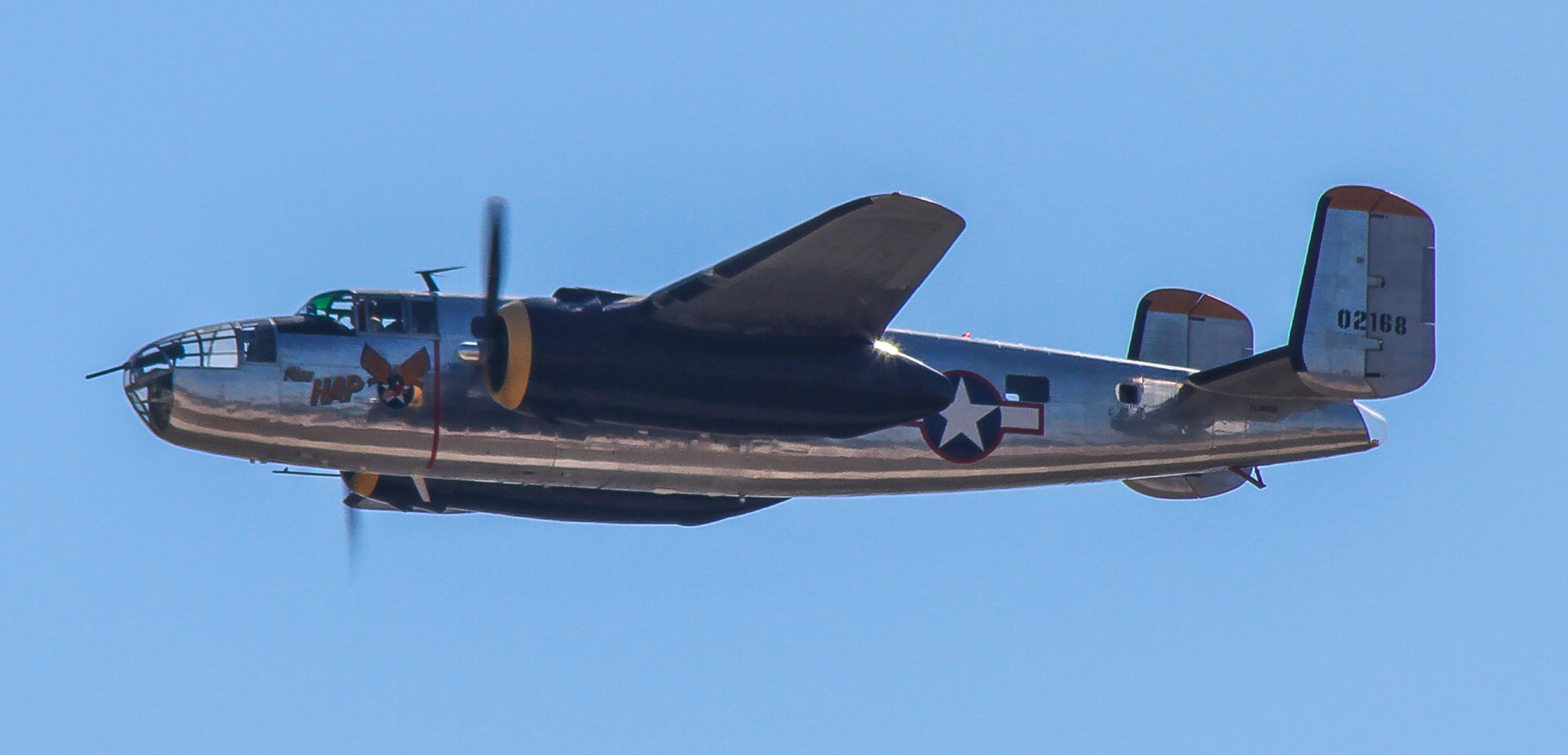
Znajdujący się w ekspozycji muzeum, najstarszy istniejący do dziś egzemplarz North American B-25 Mitchell

American Airpower Museum – amerykańskie muzeum lotnictwa na terenie należącego do dawnych zakładów Republic Aviation lotniska Republic Field w Farmingdale na Long Island w stanie Nowy Jork.
Wśród eksponatów muzeum w stanie zdatnym do lotu znajdują się między innymi:
- wyprodukowany w 1944 roku North American P-51D Mustang,
- wyprodukowany w 1943 roku Curtiss P-40M Warhawk,
- wyprodukowany na przełomie 1940 i 1941 roku, najstarszy istniejący North American B-25 Mitchell,
- wyprodukowany w 1945 roku przez należące do General Motors zakłady Eastern Aircraft Grumman TBM-3E Avenger,
- wyprodukowany w 1944 roku Douglas C-47B Skytrain